# Michael Grant (historiker)
Michael Grant CBE, OBE (21. november 1914 – 4. oktober 2004) var en engelsk historiker, klassicist og numismatiker, som formåede at nå og vinde respekt fra både det akademiske såvel som lægmands-læsere
Han har forfattet, editeret eller oversat mere end 50 faglitterære bøger, som dækker emner strækkende fra romerske mønter over Vesuvs udbrud til evangelierne. Han har beskrevet sig selv som: "En af de meget få freelance forfattere indenfor oldtidshistorie: en raritet.". Hans oversættelse af Tacitus’  Annales blev udgivet i 1989. Hans selvbiografi, My First Eighty Years (mine første 80 år) i 1994.
Michael Grant var født i London og studerede klassisk historie ved Trinity College, Cambridge og var humanioraprofessor ved Edinburgh University. Han er blevet tildelt ærestitlerne OBE i 1946 og CBE (commander) I 1958 og var visekansler (præsident) for Queen's University of Belfast og University of Khartoum.

## Udvalgte værker
- Myths of the Greeks and Romans (1962, ISBN 0-452-01162-0)
- Gladiators (1967)
- Nero (1970)
- The Jews in the Ancient World (1973)
- Constantine The Great: The Man And His Times
- The Army of the Caesars (1974)
- The Twelve Caesars (1975, title taken from Suetonius)
- History of Rome (1978, ISBN 0-02-345610-8)
- Dawn of the Middle Ages (1981)
- The Roman Emperors (1985)
- The Fall of the Roman Empire (1990, ISBN 0-02-028560-4)
- Jesus: An Historian's Review of the Gospels (1990)
- Greek and Roman Historians: Information and Misinformation (1995)